# Ceratina (protista)
Ceratina es un género de foraminífero bentónico cuyo nombre ha sido sustituido por el de Zoyaella de la subfamilia Zoyaellinae, de la familia Fischerinidae, de la superfamilia Cornuspiroidea, del suborden Miliolina y del orden Miliolida. Su especie tipo era Ceratina trochamminoides. Su rango cronoestratigráfico abarca el Holoceno.

## Discusión
Clasificaciones más recientes incluyen Ceratina en la superfamilia Nubecularioidea.

## Clasificación
Ceratina incluía a la siguiente especie:
- Ceratina trochamminoides, aceptado como Zoyaella trochamminoides